# Odiáxere
Odiáxere és una població rural i una de les freguesies del municipi de Lagos, amb 31,85 km² d'àrea i 2.984 habitants (al cens del 2011). La densitat de població n'és de 93,7 h/km². Va ser elevada a la categoria de vila l'1 de juliol del 2003. Limita amb les freguesies de: Mexilhoeira Grande (al nord-est), Alvor (a l'est), Sâo Sebastião (Lagos) (a l'oest), Bensafrim (al nord-oest). En la dècada dels 1950 Odiáxere s'escrivia "Odeáxere".

## Patrimoni
- Església Parroquial d'Odiáxere[3]
- Ria d'Alvor, lloc Natura 2000

## Cultura

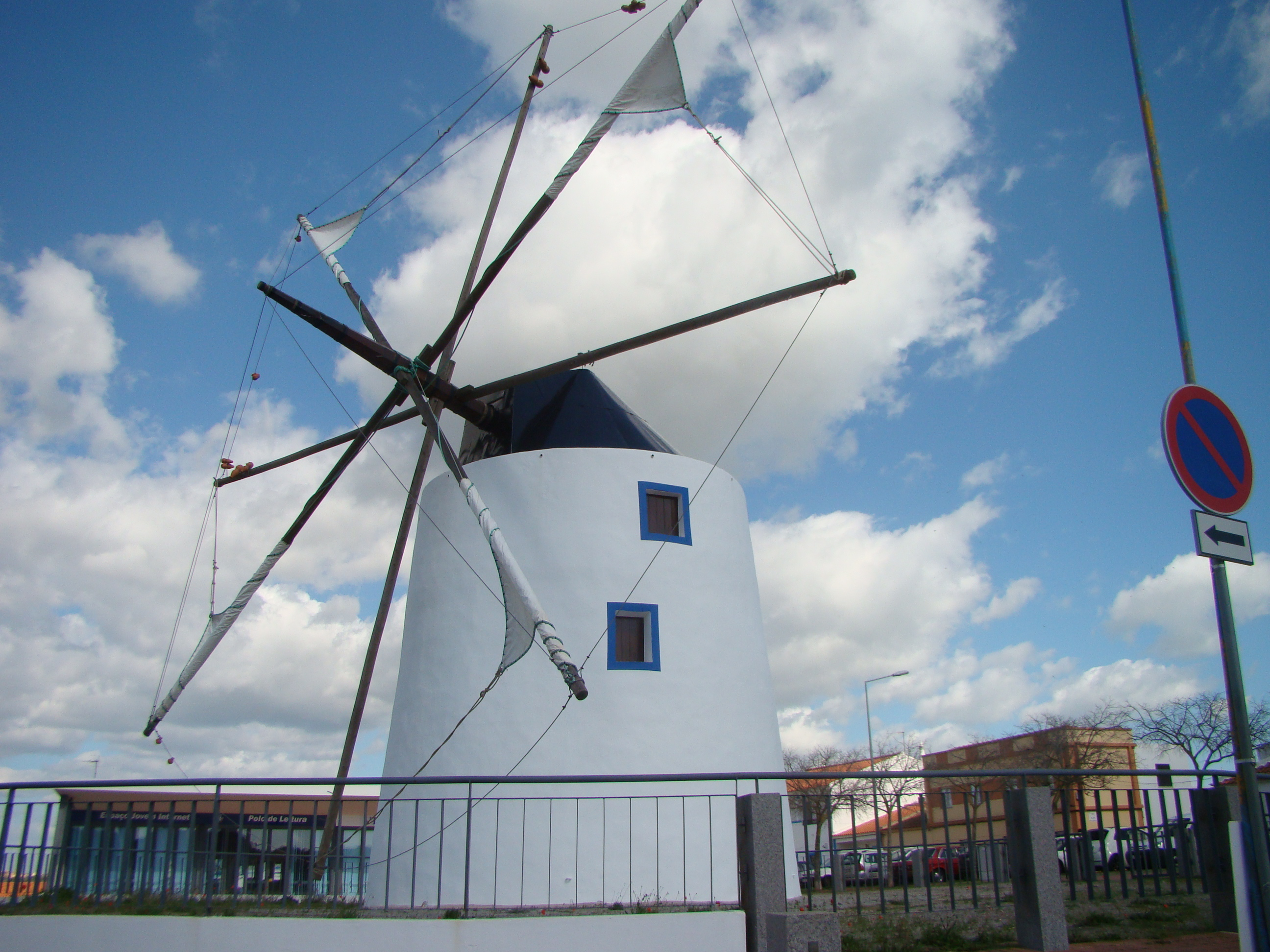
Molí típic de l'Algarve a Odiáxere

A la primeria del segle XXI aquesta vila és escenari d'una obra escrita per una conterrània, Maria do Rosário Bago d'Uva, Poble en la meua memòria, gents i oficis. En aquest llibre l'autora ens transporta a la vida d'aquest llogaret als anys 1950: algunes tècniques de treball són descrites fil per randa.
En relació amb Odiáxere, Maria do Rosário escriu:
"Sentir encara l'olor bucòlic del passat, d'estepes i de tabac de nit i de pa bla de matinet..."
"Sentir l'olor de poesia que no puc trobar hui enmig de la confusió..."
"Sí hi havia poesia, en el rodar de les veles del molí, en l'aigua corrent per la sénia, en el batre de la roba a la pedra del riu..."

## Població
| Població de la freguesia d'Odiáxere | Població de la freguesia d'Odiáxere | Població de la freguesia d'Odiáxere | Població de la freguesia d'Odiáxere | Població de la freguesia d'Odiáxere | Població de la freguesia d'Odiáxere | Població de la freguesia d'Odiáxere | Població de la freguesia d'Odiáxere | Població de la freguesia d'Odiáxere | Població de la freguesia d'Odiáxere | Població de la freguesia d'Odiáxere | Població de la freguesia d'Odiáxere | Població de la freguesia d'Odiáxere | Població de la freguesia d'Odiáxere | Població de la freguesia d'Odiáxere |
| ----------------------------------- | ----------------------------------- | ----------------------------------- | ----------------------------------- | ----------------------------------- | ----------------------------------- | ----------------------------------- | ----------------------------------- | ----------------------------------- | ----------------------------------- | ----------------------------------- | ----------------------------------- | ----------------------------------- | ----------------------------------- | ----------------------------------- |
| 1864                                | 1878                                | 1890                                | 1900                                | 1911                                | 1920                                | 1930                                | 1940                                | 1950                                | 1960                                | 1970                                | 1981                                | 1991                                | 2001                                | 2011                                |
| 1 011                               | 1 128                               | 1 337                               | 1 499                               | 1 520                               | 1 723                               | 1 799                               | 1 854                               | 1 886                               | 2 157                               | 2 343                               | 2 613                               | 2 368                               | 2 522                               | 2 984                               |